# 3. HVL 2000.
Treća hrvatska vaterpolska liga je predstavljala treći rang hrvatskog vaterpolskog prvenstva u sezoni 2000., te je bila podijeljena u tri skupine – Dubrovnik, Šibenik i Split, čiji su prvaci potom razigravali za prvaka 3. HVL. 

## Ljestvice i sudionici

### Dubrovnik
| mj | klub                  | ut | pob | ner | por | gol+ | gol- | bod |
| -- | --------------------- | -- | --- | --- | --- | ---- | ---- | --- |
| 1. | Šipan (Šipanska Luka) | 4  |     |     |     |      |      | 7   |
| 2. | Rogotin               | 4  |     |     |     |      |      | 3   |
| 3. | KVAŠK Kućište         | 4  |     |     |     |      |      | 2   |

 Izvori: 

 "Slobodna Dalmacija", 19. kolovoza 2000. 

### Split
| mj | klub                    | ut | pob | ner | por | gol+ | gol- | bod |
| -- | ----------------------- | -- | --- | --- | --- | ---- | ---- | --- |
| 1. | Korenat Dugi Rat        | 8  |     |     |     |      |      | 12  |
| 2. | Kaštela (Kaštel Lukšić) | 8  |     |     |     |      |      | 12  |
| 3. | Omiš                    | 8  |     |     |     |      |      | 3   |
| 4. | Podgora                 | 8  |     |     |     |      |      | 3   |
| 5. | Okruk (Okrug Gornji)    | 8  |     |     |     |      |      | 0   |

 Izvori: 

 "Slobodna Dalmacija", 24. kolovoza 2000. 

### Šibenik
- prvak Šibenski Funcuti (Šibenik)

### Doigravanje za prvaka
Sudionici: 
- Korenat Dugi Rat
- Šibenski Funcuti (Šibenik)
- Šipan (Šipanska Luka)

 Izvori: 

 "Slobodna Dalmacija", 24. kolovoza 2000. 

## Vanjske poveznice
- hvs.hr